# Colonia Filo de Caballos
Colonia Filo de Caballos är en ort i Mexiko.   Den ligger i kommunen Ayutla de los Libres och delstaten Guerrero, i den södra delen av landet, 260 km söder om huvudstaden Mexico City. Colonia Filo de Caballos ligger 782 meter över havet och antalet invånare är 141.
Terrängen runt Colonia Filo de Caballos är lite bergig. Runt Colonia Filo de Caballos är det ganska tätbefolkat, med 58 invånare per kvadratkilometer. Närmaste större samhälle är Ayutla de los Libres, 14,0 km sydväst om Colonia Filo de Caballos. I omgivningarna runt Colonia Filo de Caballos växer huvudsakligen savannskog.